# David Margueritte
David Margueritte, né le 19 juin 1980 à Cherbourg, est une personnalité politique française.
Il est depuis 2025 sénateur de la Manche, après avoir été vice-président du conseil régional de Normandie chargé de l’emploi, de la formation, de l’orientation et de l’apprentissage, ainsi que président de la communauté d'agglomération du Cotentin.

## Biographie

### Études et formation
David Margueritte obtient son baccalauréat économique et social (ES) en 1998 avec la mention très bien. Il intègre Sciences Po Rennes en 1998 après son baccalauréat. Il est diplômé de la section Service public en 2002.
Il obtient un DESS de communication politique et sociale à la Université Paris-I en 2004. Il se prédestine à une carrière d’avocat. C’est pourquoi il s’inscrit à une Maîtrise de droit public en 2005, à la Sorbonne, qu’il obtient en 2006.
Il entre en novembre 2007 à l'École de formation du barreau de Paris après une classe préparatoire d’un an. Il réussit l’examen du barreau en 2008 et obtient son certificat d’aptitude à la profession d’avocat. Il prête serment au barreau de Paris en 2010.

### Carrière professionnelle
David Margueritte est avocat en droit public au barreau de Paris.
Dans un premier temps, il rejoint un cabinet d’avocats parisien. Par la suite, il quitte ce cabinet pour travailler comme avocat indépendant.

## Parcours politique

### Premiers engagements
Il est adhérent au Rassemblement pour la République (RPR) dès ses 14 ans et devient membre de l'Union pour la Majorité Présidentielle (UMP) lors de sa création en 2002.
Il obtient à 23 ans l'investiture du parti présidentiel en mars 2004 pour les élections cantonales à Équeurdreville-Hainneville, où il recueille au second tour 34,56 % des voix face au socialiste Pierre Bihet.
Nommé chargé de mission pour la cinquième circonscription de la Manche en avril 2008, il est chosi par les militants le 15 novembre 2008, pour devenir le nouveau délégué de circonscription UMP de la 5e circonscription et réélu en novembre 2010 par les adhérents de la nouvelle 4e circonscription.
Il est président de « Demain le Cotentin », association locale liée à l'UMP, avant de créer en 2014 « Le Cercle du Cotentin » qu'il préside également. Ce dernier est constitué en parti politique local.

### Conseiller régional
Il est élu aux élections régionales de 2015 en Normandie, après avoir été désigné pour mener dans la Manche la liste LR-UDI-MoDem d’Hervé Morin, qui obtient 30,23 % dès le premier tour et 39,48 % au second tour. Au niveau régional, la liste recueille 27,91 % au premier tour et 36,42 % au second après une triangulaire qui a laissé planer le doute entre les deux tours.
Lors des élections régionales de 2021 en Normandie, il dirige à nouveau la liste d'union de la droite pour la Manche qui obtient 41,72 % des voix au premier tour et 48,71 % au second.
Il est élu 2e vice-Président chargé de l’emploi, de la formation, de l’orientation et de l’apprentissage en décembre 2015 et maintenu dans cette fonction en 2021. Il est également président de groupe de la majorité régionale, La Normandie conquérante.
En 2019, la Région Normandie signe un pacte avec l'État pour mettre en place le plan d'investissement dans les compétences, qui vise à réduire le chômage par la formation des demandeurs d'emplois et des jeunes sans qualification. David Margueritte est chargé du dossier à Régions de France, association qui regroupe les conseils régionaux, et à la Région Normandie.

### Président de la Communauté d’agglomération du Cotentin
Le 15 septembre 2019, il annonce sa candidature à la mairie de Cherbourg-en-Cotentin pour les élections municipales de 2020 dans la Manche avec la liste L'Avenir en tête,. Il arrive en deuxième position au premier et au second tour, et sa liste obtient 9 des 55 sièges du conseil municipal, et il est réélu conseiller municipal.
Le 13 juillet 2020, il est élu président de la communauté d'agglomération du Cotentin par 122 voix contre 61 à Anna Pic (PS),.
Le 22 octobre 2021, il devient président de la Société publique locale Cherbourg Port, qui gère les ports de commerce et de pêche de Cherbourg-en-Cotentin.
Le 11 octobre de la même année, lors de la 33e édition de la Convention nationale des intercommunalités à Orléans, l'assemblée générale des présidentes et présidents d'intercommunalités l'élit vice-président chargé de l'enseignement supérieur.
Depuis 2020, David Margueritte est aussi président de l’Office de tourisme du Cotentin, où il amorce une nouvelle stratégie avec une structure centralisée, Cotentin unique par nature.

### Élections sénatoriales de 2023
Lors des élections sénatoriales de 2023 dans la Manche, il se présente sur la liste  « Union de la droite » menée par Philippe Bas, qui recueille 47,25 % des voix. Placé en troisième position, il n'est alors pas élu. Toutefois, le 2 mars 2025, en conséquence de la nomination de Philippe Bas au Conseil constitutionnel, il devient sénateur de la Manche en remplacement de ce dernier. 
Contraint par la législation limitant le cumul des mandats en France, il abandonne alors ses fonctions de vice-président du conseil régional de Normandie, de président de la communauté d'agglomération du Cotentin ainsi que de conseiller municipal de Cherbourg-en-Cotentin pour demeurer conseiller régional.

## Prises de position
David Margueritte soutient que les régions seraient plus efficaces que l’État pour accompagner les jeunes et les demandeurs d’emploi à travers l’orientation et la formation dans une perspective liée aux besoins des entreprises locales.